# Eleições legislativas portuguesas de 2022 no distrito de Setúbal
| Eleições legislativas portuguesas de 2022 Distritos: Aveiro \| Beja \| Braga \| Bragança \| Castelo Branco \| Coimbra \| Évora \| Faro \| Guarda \| Leiria \| Lisboa \| Portalegre \| Porto \| Santarém \| Setúbal \| Viana do Castelo \| Vila Real \| Viseu \| Açores \| Madeira \| Estrangeiro |

## Resultados por concelho
Os resultados nos concelhos do Distrito de Setúbal foram os seguintes:

### Alcácer do Sal
| Partido                 | Partido                                         | Votos  | %               | +/-  |
| ----------------------- | ----------------------------------------------- | ------ | --------------- | ---- |
|                         | Partido Socialista                              | 3 013  | 51,70 / 100,00  | 7,24 |
|                         | Coligação Democrática Unitária                  | 1 011  | 17,35 / 100,00  | 7,82 |
|                         | Partido Social Democrata                        | 649    | 11,14 / 100,00  | 1,72 |
|                         | CHEGA                                           | 391    | 6,71 / 100,00   | 5,58 |
|                         | Bloco de Esquerda                               | 238    | 4,08 / 100,00   | 4,23 |
|                         | Iniciativa Liberal                              | 124    | 2,13 / 100,00   | 1,76 |
|                         | Partido Comunista dos Trabalhadores Portugueses | 82     | 1,41 / 100,00   | 0,12 |
|                         | CDS – Partido Popular                           | 68     | 1,17 / 100,00   | 1,34 |
|                         | Outros (com menos de 1,00%)                     | 145    | 2,49 / 100,00   |      |
| Votos Inválidos         | Votos Inválidos                                 | 107    | 1,83 / 100,00   | 0,96 |
| Total                   | Total                                           | 5 828  | 100,00 / 100,00 |      |
| Eleitorado/Participação | Eleitorado/Participação                         | 10 087 | 57,78 / 100,00  | 5,49 |

| Freguesia                                        | %     | %     | %     | %    | %    | %    | %    | %    | Votantes |
| Freguesia                                        | PS    | CDU   | PSD   | CH   | BE   | IL   | PCTP | CDS  | Votantes |
| ------------------------------------------------ | ----- | ----- | ----- | ---- | ---- | ---- | ---- | ---- | -------- |
| Freguesia                                        |       |       |       |      |      |      |      |      | Votantes |
| Comporta                                         | 54,05 | 13,18 | 10,47 | 7,77 | 4,56 | 0,51 | 0,84 | 2,53 | 592      |
| Santa Maria do Castelo e Santiago e Santa Susana | 50,52 | 16,56 | 12,27 | 6,67 | 4,56 | 2,43 | 1,56 | 0,99 | 4 034    |
| São Martinho                                     | 41,22 | 44,49 | 5,31  | 1,63 | 1,22 | 0,82 | 0,82 | 0,82 | 245      |
| Torrão                                           | 57,89 | 16,30 | 8,25  | 7,52 | 2,51 | 2,19 | 1,25 | 1,15 | 957      |
| Alcácer do Sal                                   | 51,70 | 17,35 | 11,14 | 6,71 | 4,08 | 2,13 | 1,41 | 1,17 | 5 828    |

### Alcochete
| Partido                 | Partido                        | Votos  | %               | +/-  |
| ----------------------- | ------------------------------ | ------ | --------------- | ---- |
|                         | Partido Socialista             | 4 085  | 40,30 / 100,00  | 3,09 |
|                         | Partido Social Democrata       | 2 200  | 21,70 / 100,00  | 4,11 |
|                         | CHEGA                          | 980    | 9,67 / 100,00   | 7,53 |
|                         | Coligação Democrática Unitária | 848    | 8,37 / 100,00   | 5,16 |
|                         | Iniciativa Liberal             | 691    | 6,82 / 100,00   | 5,18 |
|                         | Bloco de Esquerda              | 470    | 4,64 / 100,00   | 5,52 |
|                         | CDS – Partido Popular          | 185    | 1,83 / 100,00   | 2,97 |
|                         | Pessoas–Animais–Natureza       | 181    | 1,79 / 100,00   | 2,18 |
|                         | LIVRE                          | 165    | 1,63 / 100,00   | 0,31 |
|                         | Outros (com menos de 1,00%)    | 157    | 1,55 / 100,00   |      |
| Votos Inválidos         | Votos Inválidos                | 174    | 1,71 / 100,00   | 1,97 |
| Total                   | Total                          | 10 136 | 100,00 / 100,00 |      |
| Eleitorado/Participação | Eleitorado/Participação        | 15 288 | 66,30 / 100,00  | 6,50 |

| Freguesia     | %     | %     | %     | %     | %    | %    | %    | %    | %    | Votantes |
| Freguesia     | PS    | PSD   | CH    | CDU   | IL   | BE   | CDS  | PAN  | L    | Votantes |
| ------------- | ----- | ----- | ----- | ----- | ---- | ---- | ---- | ---- | ---- | -------- |
| Freguesia     |       |       |       |       |      |      |      |      |      | Votantes |
| Alcochete     | 39,61 | 22,60 | 9,16  | 8,25  | 6,95 | 4,61 | 2,03 | 1,80 | 1,81 | 7 005    |
| Samouco       | 43,17 | 14,92 | 12,29 | 11,61 | 4,52 | 4,69 | 1,49 | 1,54 | 1,72 | 1 749    |
| São Francisco | 40,16 | 25,76 | 8,90  | 4,85  | 9,04 | 4,70 | 1,23 | 2,03 | 0,58 | 1 382    |
| Alcochete     | 40,30 | 21,70 | 9,67  | 8,37  | 6,82 | 4,64 | 1,83 | 1,79 | 1,63 | 10 136   |

### Almada
| Partido                 | Partido                        | Votos   | %               | +/-  |
| ----------------------- | ------------------------------ | ------- | --------------- | ---- |
|                         | Partido Socialista             | 41 058  | 45,68 / 100,00  | 6,76 |
|                         | Partido Social Democrata       | 15 708  | 17,48 / 100,00  | 1,67 |
|                         | Coligação Democrática Unitária | 8 153   | 9,07 / 100,00   | 5,02 |
|                         | CHEGA                          | 6 671   | 7,42 / 100,00   | 5,88 |
|                         | Bloco de Esquerda              | 5 384   | 5,99 / 100,00   | 5,88 |
|                         | Iniciativa Liberal             | 5 273   | 5,87 / 100,00   | 4,49 |
|                         | Pessoas–Animais–Natureza       | 2 015   | 2,24 / 100,00   | 2,71 |
|                         | LIVRE                          | 1 625   | 1,81 / 100,00   | 0,32 |
|                         | CDS – Partido Popular          | 1 013   | 1,13 / 100,00   | 1,87 |
|                         | Outros (com menos de 1,00%)    | 1 448   | 1,62 / 100,00   |      |
| Votos Inválidos         | Votos Inválidos                | 1 532   | 1,70 / 100,00   | 1,77 |
| Total                   | Total                          | 89 880  | 100,00 / 100,00 |      |
| Eleitorado/Participação | Eleitorado/Participação        | 151 686 | 59,25 / 100,00  | 4,06 |

| Freguesia                                  | %     | %     | %     | %    | %    | %    | %    | %    | %    | Votantes |
| Freguesia                                  | PS    | PSD   | CDU   | CH   | BE   | IL   | PAN  | L    | CDS  | Votantes |
| ------------------------------------------ | ----- | ----- | ----- | ---- | ---- | ---- | ---- | ---- | ---- | -------- |
| Freguesia                                  |       |       |       |      |      |      |      |      |      | Votantes |
| Almada, Cova da Piedade, Pragal e Cacilhas | 45,53 | 16,63 | 11,41 | 5,62 | 7,05 | 5,03 | 2,25 | 2,32 | 1,15 | 26 216   |
| Caparica e Trafaria                        | 51,45 | 12,72 | 10,21 | 8,35 | 5,07 | 4,35 | 1,95 | 0,97 | 1,19 | 11 570   |
| Charneca de Caparica e Sobreda             | 41,60 | 21,93 | 6,38  | 8,14 | 5,21 | 8,28 | 2,35 | 1,77 | 1,17 | 26 103   |
| Costa de Caparica                          | 42,22 | 22,32 | 6,30  | 7,63 | 5,80 | 6,50 | 2,84 | 2,25 | 1,23 | 6 842    |
| Laranjeiro e Feijó                         | 49,19 | 13,71 | 9,84  | 8,28 | 6,22 | 4,41 | 2,05 | 1,51 | 0,96 | 19 149   |
| Almada                                     | 45,68 | 17,48 | 9,07  | 7,42 | 5,99 | 5,87 | 2,24 | 1,81 | 1,13 | 89 880   |

### Barreiro
| Partido                 | Partido                        | Votos  | %               | +/-   |
| ----------------------- | ------------------------------ | ------ | --------------- | ----- |
|                         | Partido Socialista             | 21 195 | 51,45 / 100,00  | 10,25 |
|                         | Coligação Democrática Unitária | 5 692  | 13,82 / 100,00  | 7,04  |
|                         | Partido Social Democrata       | 4 597  | 11,16 / 100,00  | 0,94  |
|                         | CHEGA                          | 3 058  | 7,42 / 100,00   | 5,73  |
|                         | Bloco de Esquerda              | 2 245  | 5,45 / 100,00   | 6,50  |
|                         | Iniciativa Liberal             | 1 463  | 3,55 / 100,00   | 2,81  |
|                         | Pessoas–Animais–Natureza       | 730    | 1,77 / 100,00   | 2,22  |
|                         | LIVRE                          | 542    | 1,32 / 100,00   | 0,21  |
|                         | Outros (com menos de 1,00%)    | 994    | 2,42 / 100,00   |       |
| Votos Inválidos         | Votos Inválidos                | 682    | 1,66 / 100,00   | 1,41  |
| Total                   | Total                          | 41 198 | 100,00 / 100,00 |       |
| Eleitorado/Participação | Eleitorado/Participação        | 68 204 | 60,40 / 100,00  | 3,31  |

| Freguesia                                   | %     | %     | %     | %    | %    | %    | %    | %    | Votantes |
| Freguesia                                   | PS    | CDU   | PSD   | CH   | BE   | IL   | PAN  | L    | Votantes |
| ------------------------------------------- | ----- | ----- | ----- | ---- | ---- | ---- | ---- | ---- | -------- |
| Freguesia                                   |       |       |       |      |      |      |      |      | Votantes |
| Alto do Seixalinho, Santo André e Verderena | 53,89 | 13,84 | 9,41  | 6,93 | 5,56 | 3,31 | 1,69 | 1,34 | 21 277   |
| Barreiro e Lavradio                         | 49,95 | 14,90 | 11,75 | 6,86 | 5,96 | 3,57 | 1,72 | 1,35 | 11 814   |
| Palhais e Coina                             | 42,38 | 14,96 | 15,74 | 8,44 | 4,43 | 5,93 | 1,82 | 1,78 | 2 192    |
| Santo António da Charneca                   | 49,01 | 11,14 | 14,57 | 9,94 | 4,43 | 3,48 | 2,16 | 1,00 | 5 915    |
| Barreiro                                    | 51,45 | 13,82 | 11,16 | 7,42 | 5,45 | 3,55 | 1,77 | 1,32 | 41 198   |

### Grândola
| Partido                 | Partido                                         | Votos  | %               | +/-  |
| ----------------------- | ----------------------------------------------- | ------ | --------------- | ---- |
|                         | Partido Socialista                              | 2 923  | 44,12 / 100,00  | 7,57 |
|                         | Coligação Democrática Unitária                  | 1 072  | 16,18 / 100,00  | 8,47 |
|                         | Partido Social Democrata                        | 992    | 14,97 / 100,00  | 1,42 |
|                         | CHEGA                                           | 568    | 8,57 / 100,00   | 7,15 |
|                         | Bloco de Esquerda                               | 354    | 5,34 / 100,00   | 3,76 |
|                         | Iniciativa Liberal                              | 235    | 3,55 / 100,00   | 3,03 |
|                         | Partido Comunista dos Trabalhadores Portugueses | 85     | 1,28 / 100,00   | 0,18 |
|                         | Pessoas–Animais–Natureza                        | 78     | 1,18 / 100,00   | 1,73 |
|                         | LIVRE                                           | 68     | 1,03 / 100,00   | 0,38 |
|                         | Outros (com menos de 1,00%)                     | 135    | 2,06 / 100,00   |      |
| Votos Inválidos         | Votos Inválidos                                 | 115    | 1,74 / 100,00   | 2,32 |
| Total                   | Total                                           | 6 625  | 100,00 / 100,00 |      |
| Eleitorado/Participação | Eleitorado/Participação                         | 11 845 | 55,93 / 100,00  | 2,92 |

| Freguesia                                  | %     | %     | %     | %    | %    | %    | %    | %    | %    | Votantes |
| Freguesia                                  | PS    | CDU   | PSD   | CH   | BE   | IL   | PCTP | PAN  | L    | Votantes |
| ------------------------------------------ | ----- | ----- | ----- | ---- | ---- | ---- | ---- | ---- | ---- | -------- |
| Freguesia                                  |       |       |       |      |      |      |      |      |      | Votantes |
| Azinheira dos Barros e São Mamede do Sádão | 61,75 | 14,74 | 6,32  | 5,26 | 4,91 | 1,40 | 2,11 | 0    | 0,35 | 285      |
| Carvalhal                                  | 43,37 | 12,07 | 13,27 | 9,01 | 8,33 | 4,59 | 1,36 | 1,53 | 1,53 | 588      |
| Grândola e Santa Margarida da Serra        | 42,96 | 17,59 | 14,44 | 8,98 | 5,36 | 3,68 | 1,17 | 1,23 | 0,99 | 4 946    |
| Melides                                    | 45,53 | 11,04 | 22,58 | 6,95 | 3,23 | 2,73 | 1,61 | 0,99 | 1,12 | 806      |
| Grândola                                   | 44,12 | 16,18 | 14,97 | 8,57 | 5,34 | 3,55 | 1,28 | 1,18 | 1,03 | 6 625    |

### Moita
| Partido                 | Partido                        | Votos  | %               | +/-   |
| ----------------------- | ------------------------------ | ------ | --------------- | ----- |
|                         | Partido Socialista             | 15 747 | 49,31 / 100,00  | 11,40 |
|                         | Coligação Democrática Unitária | 4 421  | 13,84 / 100,00  | 8,93  |
|                         | Partido Social Democrata       | 3 208  | 10,05 / 100,00  | 0,90  |
|                         | CHEGA                          | 3 126  | 9,79 / 100,00   | 7,79  |
|                         | Bloco de Esquerda              | 1 980  | 6,20 / 100,00   | 6,70  |
|                         | Iniciativa Liberal             | 1 010  | 3,16 / 100,00   | 2,53  |
|                         | Pessoas–Animais–Natureza       | 560    | 1,75 / 100,00   | 2,22  |
|                         | LIVRE                          | 333    | 1,04 / 100,00   | 0,10  |
|                         | CDS – Partido Popular          | 329    | 1,03 / 100,00   | 1,21  |
|                         | Outros (com menos de 1,00%)    | 663    | 2,07 / 100,00   |       |
| Votos Inválidos         | Votos Inválidos                | 559    | 1,75 / 100,00   | 1,50  |
| Total                   | Total                          | 31 936 | 100,00 / 100,00 |       |
| Eleitorado/Participação | Eleitorado/Participação        | 58 293 | 54,79 / 100,00  | 3,24  |

| Freguesia                            | %     | %     | %     | %     | %    | %    | %    | %    | %    | Votantes |
| Freguesia                            | PS    | CDU   | PSD   | CH    | BE   | IL   | PAN  | L    | CDS  | Votantes |
| ------------------------------------ | ----- | ----- | ----- | ----- | ---- | ---- | ---- | ---- | ---- | -------- |
| Freguesia                            |       |       |       |       |      |      |      |      |      | Votantes |
| Alhos Vedros                         | 47,14 | 13,33 | 9,67  | 10,50 | 7,02 | 4,09 | 2,01 | 1,13 | 1,03 | 8 025    |
| Baixa da Banheira e Vale da Amoreira | 53,04 | 14,64 | 8,44  | 8,51  | 5,70 | 2,33 | 1,64 | 0,91 | 0,86 | 13 194   |
| Gaio-Rosário e Sarilhos Pequenos     | 48,01 | 18,80 | 8,97  | 8,12  | 5,84 | 2,99 | 1,50 | 0,64 | 0,93 | 1 404    |
| Moita                                | 46,09 | 12,40 | 12,81 | 11,23 | 6,26 | 3,56 | 1,74 | 1,21 | 1,29 | 9 313    |
| Moita                                | 49,31 | 13,84 | 10,05 | 9,79  | 6,20 | 3,16 | 1,75 | 1,04 | 1,03 | 31 936   |

### Montijo
| Partido                 | Partido                        | Votos  | %               | +/-  |
| ----------------------- | ------------------------------ | ------ | --------------- | ---- |
|                         | Partido Socialista             | 10 278 | 41,60 / 100,00  | 2,92 |
|                         | Partido Social Democrata       | 5 096  | 20,63 / 100,00  | 2,65 |
|                         | CHEGA                          | 2 818  | 11,41 / 100,00  | 8,77 |
|                         | Iniciativa Liberal             | 1 699  | 6,88 / 100,00   | 5,41 |
|                         | Coligação Democrática Unitária | 1 522  | 6,16 / 100,00   | 4,26 |
|                         | Bloco de Esquerda              | 1 256  | 5,08 / 100,00   | 6,29 |
|                         | Pessoas–Animais–Natureza       | 516    | 2,09 / 100,00   | 2,26 |
|                         | CDS – Partido Popular          | 364    | 1,47 / 100,00   | 2,43 |
|                         | LIVRE                          | 330    | 1,34 / 100,00   | 0,05 |
|                         | Outros (com menos de 1,00%)    | 418    | 1,70 / 100,00   |      |
| Votos Inválidos         | Votos Inválidos                | 407    | 1,64 / 100,00   | 1,94 |
| Total                   | Total                          | 24 704 | 100,00 / 100,00 |      |
| Eleitorado/Participação | Eleitorado/Participação        | 43 856 | 56,33 / 100,00  | 6,00 |

| Freguesia                         | %     | %     | %     | %    | %     | %    | %    | %    | %    | Votantes |
| Freguesia                         | PS    | PSD   | CH    | IL   | CDU   | BE   | PAN  | CDS  | L    | Votantes |
| --------------------------------- | ----- | ----- | ----- | ---- | ----- | ---- | ---- | ---- | ---- | -------- |
| Freguesia                         |       |       |       |      |       |      |      |      |      | Votantes |
| Atalaia e Alto Estanqueiro-Jardia | 46,43 | 18,63 | 11,12 | 6,39 | 5,54  | 4,82 | 2,09 | 1,16 | 0,88 | 2 490    |
| Canha                             | 57,05 | 17,67 | 7,13  | 2,76 | 5,67  | 2,43 | 0,97 | 2,43 | 0,49 | 617      |
| Montijo e Afonsoeiro              | 40,36 | 21,07 | 11,04 | 7,54 | 6,03  | 5,41 | 2,32 | 1,38 | 1,54 | 18 627   |
| Pegões                            | 39,63 | 24,85 | 16,57 | 3,31 | 4,77  | 3,11 | 0,73 | 2,78 | 0,60 | 1 509    |
| Sarilhos Grandes                  | 44,83 | 15,26 | 13,07 | 4,72 | 10,54 | 4,59 | 1,03 | 1,44 | 0,68 | 1 461    |
| Montijo                           | 41,60 | 20,63 | 11,41 | 6,88 | 6,16  | 5,08 | 2,09 | 1,47 | 1,34 | 24 704   |

### Palmela
| Partido                 | Partido                        | Votos  | %               | +/-  |
| ----------------------- | ------------------------------ | ------ | --------------- | ---- |
|                         | Partido Socialista             | 14 085 | 43,21 / 100,00  | 5,78 |
|                         | Partido Social Democrata       | 5 581  | 17,12 / 100,00  | 2,09 |
|                         | CHEGA                          | 3 319  | 10,18 / 100,00  | 8,17 |
|                         | Coligação Democrática Unitária | 2 860  | 8,77 / 100,00   | 5,14 |
|                         | Bloco de Esquerda              | 2 073  | 6,36 / 100,00   | 6,68 |
|                         | Iniciativa Liberal             | 1 710  | 5,25 / 100,00   | 4,23 |
|                         | Pessoas–Animais–Natureza       | 639    | 1,96 / 100,00   | 2,33 |
|                         | LIVRE                          | 519    | 1,59 / 100,00   | 0,18 |
|                         | CDS – Partido Popular          | 366    | 1,12 / 100,00   | 2,14 |
|                         | Outros (com menos de 1,00%)    | 750    | 2,30 / 100,00   |      |
| Votos Inválidos         | Votos Inválidos                | 697    | 2,13 / 100,00   | 1,95 |
| Total                   | Total                          | 32 599 | 100,00 / 100,00 |      |
| Eleitorado/Participação | Eleitorado/Participação        | 56 444 | 57,75 / 100,00  | 4,81 |

| Freguesia           | %     | %     | %     | %    | %    | %    | %    | %    | %    | Votantes |
| Freguesia           | PS    | PSD   | CH    | CDU  | BE   | IL   | PAN  | L    | CDS  | Votantes |
| ------------------- | ----- | ----- | ----- | ---- | ---- | ---- | ---- | ---- | ---- | -------- |
| Freguesia           |       |       |       |      |      |      |      |      |      | Votantes |
| Palmela             | 41,32 | 20,38 | 8,04  | 8,51 | 6,74 | 5,96 | 1,99 | 1,76 | 1,16 | 9 408    |
| Pinhal Novo         | 45,82 | 13,52 | 10,02 | 9,63 | 6,91 | 4,69 | 1,87 | 1,70 | 1,06 | 12 947   |
| Poceirão e Marateca | 45,27 | 15,78 | 14,88 | 8,07 | 4,01 | 3,25 | 1,69 | 0,81 | 1,17 | 3 320    |
| Quinta do Anjo      | 39,90 | 20,08 | 10,50 | 8,51 | 5,94 | 6,27 | 2,22 | 1,53 | 1,17 | 6 924    |
| Palmela             | 43,21 | 17,12 | 10,18 | 8,77 | 6,36 | 5,25 | 1,96 | 1,59 | 1,12 | 32 599   |

### Santiago do Cacém
| Partido                 | Partido                        | Votos  | %               | +/-  |
| ----------------------- | ------------------------------ | ------ | --------------- | ---- |
|                         | Partido Socialista             | 5 996  | 43,55 / 100,00  | 8,39 |
|                         | Partido Social Democrata       | 2 530  | 18,37 / 100,00  | 3,06 |
|                         | Coligação Democrática Unitária | 1 678  | 12,19 / 100,00  | 6,97 |
|                         | CHEGA                          | 1 103  | 8,01 / 100,00   | 6,55 |
|                         | Bloco de Esquerda              | 819    | 5,95 / 100,00   | 6,60 |
|                         | Iniciativa Liberal             | 523    | 3,80 / 100,00   | 3,23 |
|                         | CDS – Partido Popular          | 182    | 1,32 / 100,00   | 1,67 |
|                         | Pessoas–Animais–Natureza       | 170    | 1,23 / 100,00   | 1,59 |
|                         | LIVRE                          | 143    | 1,04 / 100,00   | 0,09 |
|                         | Outros (com menos de 1,00%)    | 309    | 2,26 / 100,00   |      |
| Votos Inválidos         | Votos Inválidos                | 316    | 2,30 / 100,00   | 2,17 |
| Total                   | Total                          | 13 769 | 100,00 / 100,00 |      |
| Eleitorado/Participação | Eleitorado/Participação        | 24 180 | 56,94 / 100,00  | 3,07 |

| Freguesia                                        | %     | %     | %     | %     | %    | %    | %    | %    | %    | Votantes |
| Freguesia                                        | PS    | PSD   | CDU   | CH    | BE   | IL   | CDS  | PAN  | L    | Votantes |
| ------------------------------------------------ | ----- | ----- | ----- | ----- | ---- | ---- | ---- | ---- | ---- | -------- |
| Freguesia                                        |       |       |       |       |      |      |      |      |      | Votantes |
| Abela                                            | 45,03 | 15,01 | 23,40 | 4,64  | 3,53 | 1,77 | 1,32 | 0    | 0,22 | 453      |
| Alvalade                                         | 45,15 | 12,81 | 19,88 | 11,14 | 4,19 | 1,68 | 0,84 | 0,12 | 0,60 | 835      |
| Cercal do Alentejo                               | 48,51 | 12,56 | 13,81 | 9,09  | 4,44 | 3,12 | 1,32 | 0,90 | 0,69 | 1 441    |
| Ermidas-Sado                                     | 41,98 | 15,27 | 18,97 | 7,31  | 5,45 | 3,16 | 1,31 | 0,65 | 0,65 | 917      |
| Santiago do Cacém, Sta. e S. Bartolomeu da Serra | 44,19 | 20,61 | 11,13 | 6,11  | 5,70 | 4,65 | 1,30 | 0,97 | 1,05 | 3 910    |
| Santo André                                      | 41,21 | 20,71 | 7,82  | 9,35  | 7,37 | 4,36 | 1,42 | 1,89 | 1,40 | 5 142    |
| São Domingos e Vale de Água                      | 46,18 | 13,34 | 21,14 | 5,85  | 4,35 | 1,95 | 1,35 | 1,20 | 0,75 | 667      |
| São Francisco da Serra                           | 43,56 | 18,32 | 13,61 | 7,92  | 5,69 | 1,98 | 1,24 | 1,73 | 0,74 | 404      |
| Santiago do Cacém                                | 43,55 | 18,37 | 12,19 | 8,01  | 5,95 | 3,80 | 1,32 | 1,23 | 1,04 | 13 769   |

### Seixal
| Partido                 | Partido                        | Votos   | %               | +/-  |
| ----------------------- | ------------------------------ | ------- | --------------- | ---- |
|                         | Partido Socialista             | 38 962  | 46,00 / 100,00  | 7,20 |
|                         | Partido Social Democrata       | 13 374  | 15,79 / 100,00  | 1,32 |
|                         | Coligação Democrática Unitária | 8 354   | 9,86 / 100,00   | 5,27 |
|                         | CHEGA                          | 8 004   | 9,45 / 100,00   | 7,15 |
|                         | Bloco de Esquerda              | 4 562   | 5,39 / 100,00   | 6,13 |
|                         | Iniciativa Liberal             | 4 550   | 5,37 / 100,00   | 4,26 |
|                         | Pessoas–Animais–Natureza       | 1 856   | 2,19 / 100,00   | 2,67 |
|                         | LIVRE                          | 1 093   | 1,29 / 100,00   | 0,08 |
|                         | CDS – Partido Popular          | 928     | 1,10 / 100,00   | 1,69 |
|                         | Outros (com menos de 1,00%)    | 1 405   | 1,65 / 100,00   |      |
| Votos Inválidos         | Votos Inválidos                | 1 614   | 1,90 / 100,00   | 1,90 |
| Total                   | Total                          | 84 702  | 100,00 / 100,00 |      |
| Eleitorado/Participação | Eleitorado/Participação        | 142 493 | 59,44 / 100,00  | 4,86 |

| Freguesia                                | %     | %     | %     | %     | %    | %    | %    | %    | %    | Votantes |
| Freguesia                                | PS    | PSD   | CDU   | CH    | BE   | IL   | PAN  | L    | CDS  | Votantes |
| ---------------------------------------- | ----- | ----- | ----- | ----- | ---- | ---- | ---- | ---- | ---- | -------- |
| Freguesia                                |       |       |       |       |      |      |      |      |      | Votantes |
| Amora                                    | 48,46 | 15,01 | 9,86  | 9,37  | 5,16 | 4,31 | 2,13 | 1,25 | 1,05 | 23 761   |
| Corroios                                 | 45,29 | 17,86 | 8,50  | 8,56  | 5,52 | 6,06 | 2,16 | 1,43 | 1,09 | 26 577   |
| Fernão Ferro                             | 43,39 | 18,62 | 6,37  | 12,11 | 5,14 | 6,72 | 1,95 | 1,25 | 1,17 | 11 260   |
| Seixal, Arrentela e Aldeia de Paio Pires | 45,55 | 12,83 | 13,14 | 9,25  | 5,58 | 5,01 | 2,41 | 1,40 | 0,91 | 23 104   |
| Seixal                                   | 46,00 | 15,79 | 9,86  | 9,45  | 5,39 | 5,37 | 2,19 | 1,29 | 1,10 | 84 702   |

### Sesimbra
| Partido                 | Partido                        | Votos  | %               | +/-  |
| ----------------------- | ------------------------------ | ------ | --------------- | ---- |
|                         | Partido Socialista             | 11 403 | 43,49 / 100,00  | 5,01 |
|                         | Partido Social Democrata       | 4 361  | 16,63 / 100,00  | 1,77 |
|                         | CHEGA                          | 3 152  | 12,02 / 100,00  | 9,32 |
|                         | Coligação Democrática Unitária | 2 135  | 8,14 / 100,00   | 5,20 |
|                         | Bloco de Esquerda              | 1 495  | 5,70 / 100,00   | 6,48 |
|                         | Iniciativa Liberal             | 1 423  | 5,43 / 100,00   | 4,53 |
|                         | Pessoas–Animais–Natureza       | 569    | 2,17 / 100,00   | 2,63 |
|                         | LIVRE                          | 353    | 1,35 / 100,00   | 0,10 |
|                         | CDS – Partido Popular          | 295    | 1,13 / 100,00   | 2,10 |
|                         | Outros (com menos de 1,00%)    | 514    | 1,97 / 100,00   |      |
| Votos Inválidos         | Votos Inválidos                | 520    | 1,99 / 100,00   | 1,81 |
| Total                   | Total                          | 26 220 | 100,00 / 100,00 |      |
| Eleitorado/Participação | Eleitorado/Participação        | 45 352 | 57,81 / 100,00  | 6,62 |

| Freguesia           | %     | %     | %     | %     | %    | %    | %    | %    | %    | Votantes |
| Freguesia           | PS    | PSD   | CH    | CDU   | BE   | IL   | PAN  | L    | CDS  | Votantes |
| ------------------- | ----- | ----- | ----- | ----- | ---- | ---- | ---- | ---- | ---- | -------- |
| Freguesia           |       |       |       |       |      |      |      |      |      | Votantes |
| Quinta do Conde     | 43,05 | 14,92 | 15,07 | 7,56  | 5,63 | 5,29 | 2,44 | 1,29 | 1,07 | 13 599   |
| Sesimbra (Castelo)  | 43,80 | 18,73 | 8,77  | 8,34  | 5,98 | 5,75 | 1,93 | 1,43 | 1,12 | 10 439   |
| Sesimbra (Santiago) | 44,78 | 17,28 | 8,57  | 10,82 | 4,86 | 4,72 | 1,65 | 1,28 | 1,51 | 2 182    |
| Sesimbra            | 43,49 | 16,63 | 12,02 | 8,14  | 5,70 | 5,43 | 2,17 | 1,35 | 1,13 | 26 220   |

### Setúbal
| Partido                 | Partido                        | Votos   | %               | +/-  |
| ----------------------- | ------------------------------ | ------- | --------------- | ---- |
|                         | Partido Socialista             | 26 553  | 44,58 / 100,00  | 6,75 |
|                         | Partido Social Democrata       | 10 710  | 17,98 / 100,00  | 2,01 |
|                         | CHEGA                          | 5 378   | 9,03 / 100,00   | 7,24 |
|                         | Coligação Democrática Unitária | 5 170   | 8,68 / 100,00   | 4,63 |
|                         | Bloco de Esquerda              | 3 678   | 6,17 / 100,00   | 7,27 |
|                         | Iniciativa Liberal             | 3 288   | 5,52 / 100,00   | 4,56 |
|                         | Pessoas–Animais–Natureza       | 1 178   | 1,98 / 100,00   | 2,59 |
|                         | LIVRE                          | 853     | 1,43 / 100,00   | 0,23 |
|                         | CDS – Partido Popular          | 686     | 1,15 / 100,00   | 2,39 |
|                         | Outros (com menos de 1,00%)    | 1 068   | 1,80 / 100,00   |      |
| Votos Inválidos         | Votos Inválidos                | 1 004   | 1,69 / 100,00   | 1,73 |
| Total                   | Total                          | 59 566  | 100,00 / 100,00 |      |
| Eleitorado/Participação | Eleitorado/Participação        | 105 756 | 56,32 / 100,00  | 4,81 |

| Freguesia                          | %     | %     | %     | %     | %    | %    | %    | %    | %    | Votantes |
| Freguesia                          | PS    | PSD   | CH    | CDU   | BE   | IL   | PAN  | L    | CDS  | Votantes |
| ---------------------------------- | ----- | ----- | ----- | ----- | ---- | ---- | ---- | ---- | ---- | -------- |
| Freguesia                          |       |       |       |       |      |      |      |      |      | Votantes |
| Azeitão (São Lourenço e São Simão) | 40,08 | 22,02 | 9,02  | 7,16  | 5,61 | 8,00 | 1,96 | 1,61 | 1,30 | 11 388   |
| Gâmbia-Pontes-Alto da Guerra       | 45,22 | 17,08 | 9,37  | 10,42 | 4,87 | 5,32 | 1,91 | 1,54 | 0,80 | 3 512    |
| Sado                               | 50,91 | 8,75  | 8,93  | 16,74 | 5,54 | 2,51 | 1,15 | 0,94 | 0,94 | 2 868    |
| São Sebastião                      | 48,26 | 13,84 | 10,18 | 8,84  | 6,56 | 4,28 | 2,06 | 1,13 | 0,98 | 22 666   |
| Setúbal                            | 41,83 | 22,03 | 7,62  | 7,87  | 6,39 | 6,00 | 2,02 | 1,74 | 1,36 | 19 132   |
| Setúbal                            | 44,58 | 17,98 | 9,03  | 8,68  | 6,17 | 5,52 | 1,98 | 1,43 | 1,15 | 59 566   |

### Sines
| Partido                 | Partido                        | Votos  | %               | +/-   |
| ----------------------- | ------------------------------ | ------ | --------------- | ----- |
|                         | Partido Socialista             | 2 806  | 46,35 / 100,00  | 10,04 |
|                         | Partido Social Democrata       | 957    | 15,81 / 100,00  | 2,88  |
|                         | Coligação Democrática Unitária | 613    | 10,13 / 100,00  | 5,90  |
|                         | CHEGA                          | 567    | 9,37 / 100,00   | 7,86  |
|                         | Bloco de Esquerda              | 377    | 6,23 / 100,00   | 8,71  |
|                         | Iniciativa Liberal             | 228    | 3,77 / 100,00   | 2,94  |
|                         | Pessoas–Animais–Natureza       | 100    | 1,65 / 100,00   | 2,12  |
|                         | LIVRE                          | 83     | 1,37 / 100,00   | 0,30  |
|                         | CDS – Partido Popular          | 71     | 1,17 / 100,00   | 1,55  |
|                         | Outros (com menos de 1,00%)    | 126    | 2,08 / 100,00   |       |
| Votos Inválidos         | Votos Inválidos                | 126    | 2,08 / 100,00   | 2,82  |
| Total                   | Total                          | 6 054  | 100,00 / 100,00 |       |
| Eleitorado/Participação | Eleitorado/Participação        | 12 109 | 50,00 / 100,00  | 2,19  |

| Freguesia  | %     | %     | %     | %     | %    | %    | %    | %    | %    | Votantes |
| Freguesia  | PS    | PSD   | CDU   | CH    | BE   | IL   | PAN  | L    | CDS  | Votantes |
| ---------- | ----- | ----- | ----- | ----- | ---- | ---- | ---- | ---- | ---- | -------- |
| Freguesia  |       |       |       |       |      |      |      |      |      | Votantes |
| Porto Covo | 49,91 | 18,95 | 6,94  | 10,88 | 3,75 | 3,19 | 0,38 | 0,94 | 1,31 | 533      |
| Sines      | 46,01 | 15,50 | 10,43 | 9,22  | 6,47 | 3,82 | 1,78 | 1,41 | 1,16 | 5 521    |
| Sines      | 46,35 | 15,81 | 10,13 | 9,37  | 6,23 | 3,77 | 1,65 | 1,37 | 1,17 | 6 054    |

## Lista de Deputados Eleitos
A lista apresentada é conforme a aplicação do Método D'Hondt:
| N.º | Nome                                            | Partido | Partido                        | Quociente  |
| --- | ----------------------------------------------- | ------- | ------------------------------ | ---------- |
| 1   | Ana Catarina Mendes                             |         | Partido Socialista             | 198104     |
| 2   | João Titterniton Gomes Cravinho                 |         | Partido Socialista             | 99052      |
| 3   | Nuno Miguel Oliveira Carvalho                   |         | Partido Social Democrata       | 69963      |
| 4   | Eurídice Maria de Sousa Pereira                 |         | Partido Socialista             | 66034,6667 |
| 5   | Jorge Filipe Teixeira Seguro Sanches            |         | Partido Socialista             | 49526      |
| 6   | Paula Alexandra Sobral Guerreiro Santos Barbosa |         | Coligação Democrática Unitária | 43529      |
| 7   | António Manuel Veiga dos Santos Mendonça Mendes |         | Partido Socialista             | 39620,8    |
| 8   | Bruno Nunes                                     |         | CHEGA                          | 39135      |
| 9   | Fernando Negrão                                 |         | Partido Social Democrata       | 34981,5    |
| 10  | Maria Antónia Moreno Areias Almeida Santos      |         | Partido Socialista             | 33017,3333 |
| 11  | André Alexandre Pinotes Batista                 |         | Partido Socialista             | 28300,5714 |
| 12  | Joana Mortágua                                  |         | Bloco de Esquerda              | 24931      |
| 13  | Clarisse Maria Gaudino Veredas Campos           |         | Partido Socialista             | 24763      |
| 14  | Maria Fernanda Pardaleiro Velez                 |         | Partido Social Democrata       | 23321      |
| 15  | Joana Rita Madaleno Cordeiro                    |         | Iniciativa Liberal             | 22217      |
| 16  | Fernando Miguel Catarino José                   |         | Partido Socialista             | 22011,5556 |
| 17  | Bruno Ramos Dias                                |         | Coligação Democrática Unitária | 21764,5    |
| 18  | Ivan Costa Gonçalves                            |         | Partido Socialista             | 19810,4    |